# Mark Messier
Mark Douglas Messier (Edmonton, 18 gennaio 1961) è un dirigente sportivo ed ex hockeista su ghiaccio canadese che giocava nel ruolo di centro. Ha giocato per 25 stagioni nella National Hockey League con la maglie dei Edmonton Oilers, dei New York Rangers e dei Vancouver Canucks, vincendo 6 Stanley Cup.

## Carriera
In classifica occupa la terza posizione di tutti i tempi in carriera per punti registrati in stagione regolare (1887), nonché la seconda per punti di spareggio (295) e partite giocate (1756).
Ha vinto sei Stanley Cup, cinque con gli Oilers insieme alla leggenda Wayne Gretzky e una con i Rangers.
Nel periodo trascorso nelle file dei New York Rangers (1991-1997), Mark vinse la Stanley Cup da protagonista.
Dopo la finale del 1993-1994 contro i cugini e rivali dei New Jersey Devils per il titolo della Eastern Conference vinta per 3-2 a favore dei Rangers, in finale incontrò i Vancouver Canucks della stella europea Pavel Bure. I Rangers vinsero gara 7 al Madison Square Garden e si aggiudicarono la serie e la Stanley Cup per 4-3.
Messier fu soprannominato "il Messia" per il semplice fatto che questo titolo fu vinto dai Rangers 54 anni dopo il precedente e Mark ne fu l'artefice principale.
Nel 2007, al suo primo anno di eleggibilità, è stato inserito nella Hall of Fame.
In campo internazionale ha giocato con la nazionale canadese nel 1984, 1987 e nel 1991 al Canada Cups, nel 1989 ha partecipato al World Ice Hockey Championships e nel 1996 alle World Cup.
Dal 2010 al 2013 ha ricoperto l'incarico di assistente speciale del presidente dei New York Rangers.

## Palmarès
- 6 Stanley Cup championship (1983–84, 1984-1985, 1986-1987, 1987–88, 1989-1990, 1993–94)
- 2 Hart Memorial Trophy (1989-1990, 1991-1992)
- 1 Conn Smythe Trophy (1983-1984)
- 2 Lester B. Pearson Award Winner (1989-1990, 1991-1992)
- 4 First Team All-Star (1981-1982, 1982-1983, 1989-1990, 1991-1992)
- 1 Second Team All-Star (1983-1984)
- 15 Convocazioni All-Stars (1982, 1983, 1984, 1986, 1988, 1989, 1990, 1991, 1992, 1994, 1996, 1997, 1998, 2000 e 2004)

## Statistiche
|            |                       |            |      | Stagione | Stagione | Stagione | Stagione | Stagione | Stagione |     | Playoffs | Playoffs | Playoffs | Playoffs | Playoffs | Playoffs |
| Stagione   | Team                  | League     | GP   | G        | A        | Pts      | +/-      | PIM]     | GP       | G   | A        | Pts      | +/-      | PIM      |          |          |
| ---------- | --------------------- | ---------- | ---- | -------- | -------- | -------- | -------- | -------- | -------- | --- | -------- | -------- | -------- | -------- | -------- | -------- |
| 1975–76    | Sherwood Spears       | AMHL       | 44   | 82       | 76       | 158      | —        | 38       | —        | —   | —        | —        | —        | —        |          |          |
| 1976–77    | Spruce Grove Mets     | AJHL       | 57   | 27       | 39       | 66       | —        | 91       | —        | —   | —        | —        | —        | —        |          |          |
| 1977–78    | St. Albert Saints     | AJHL       | 54   | 25       | 49       | 74       | —        | 194      | —        | —   | —        | —        | —        | —        |          |          |
| 1977–78    | Portland Winter Hawks | WCHL       | 10   | 11       | 4        | 15       | —        | 6        | 7        | 4   | 1        | 5        | —        | 2        |          |          |
| 1978–79    | St. Albert Saints     | AJHL       | 17   | 15       | 18       | 33       | —        | 64       | —        | —   | —        | —        | —        | —        |          |          |
| 1978–79    | Indianapolis Racers   | WHA        | 5    | 0        | 0        | 0        | —        | 0        | —        | —   | —        | —        | —        | —        |          |          |
| 1978–79    | Cincinnati Stingers   | WHA        | 47   | 1        | 10       | 11       | —        | 58       | —        | —   | —        | —        | —        | —        |          |          |
| 1979–80    | Houston Apollos       | CHL        | 4    | 0        | 3        | 3        | —        | 4        | —        | —   | —        | —        | —        | —        |          |          |
| 1979–80    | Edmonton Oilers       | NHL        | 75   | 12       | 21       | 33       | −10      | 120      | 3        | 1   | 2        | 3        | +2       | 2        |          |          |
| 1980–81    | Edmonton Oilers       | NHL        | 72   | 23       | 40       | 63       | −12      | 102      | 9        | 2   | 5        | 7        | +1       | 13       |          |          |
| 1981–82    | Edmonton Oilers       | NHL        | 78   | 50       | 38       | 88       | +21      | 119      | 5        | 1   | 2        | 3        | −4       | 8        |          |          |
| 1982–83    | Edmonton Oilers       | NHL        | 77   | 48       | 58       | 106      | +19      | 72       | 15       | 15  | 6        | 21       | +10      | 14       |          |          |
| 1983–84    | Edmonton Oilers       | NHL        | 73   | 37       | 64       | 101      | +40      | 165      | 19       | 8   | 18       | 26       | +9       | 19       |          |          |
| 1984–85    | Edmonton Oilers       | NHL        | 55   | 23       | 31       | 54       | +8       | 57       | 18       | 12  | 13       | 25       | +13      | 12       |          |          |
| 1985–86    | Edmonton Oilers       | NHL        | 63   | 35       | 49       | 84       | +36      | 68       | 10       | 4   | 6        | 10       | 0        | 18       |          |          |
| 1986–87    | Edmonton Oilers       | NHL        | 71   | 37       | 70       | 107      | +21      | 73       | 21       | 12  | 16       | 28       | +13      | 16       |          |          |
| 1987–88    | Edmonton Oilers       | NHL        | 70   | 37       | 74       | 111      | +21      | 103      | 19       | 11  | 23       | 34       | +9       | 29       |          |          |
| 1988–89    | Edmonton Oilers       | NHL        | 72   | 33       | 61       | 94       | −5       | 130      | 7        | 1   | 11       | 12       | −1       | 8        |          |          |
| 1989–90    | Edmonton Oilers       | NHL        | 79   | 45       | 84       | 129      | +19      | 79       | 22       | 9   | 22       | 31       | +5       | 20       |          |          |
| 1990–91    | Edmonton Oilers       | NHL        | 53   | 12       | 52       | 64       | +15      | 34       | 18       | 4   | 11       | 15       | +2       | 16       |          |          |
| 1991–92    | New York Rangers      | NHL        | 79   | 35       | 72       | 107      | +31      | 76       | 11       | 7   | 7        | 14       | −4       | 6        |          |          |
| 1992–93    | New York Rangers      | NHL        | 75   | 25       | 66       | 91       | −6       | 72       | —        | —   | —        | —        | —        | —        |          |          |
| 1993–94    | New York Rangers      | NHL        | 76   | 26       | 58       | 84       | +25      | 76       | 23       | 12  | 18       | 30       | +14      | 33       |          |          |
| 1994–95    | New York Rangers      | NHL        | 46   | 14       | 39       | 53       | +8       | 40       | 10       | 3   | 10       | 13       | −11      | 8        |          |          |
| 1995–96    | New York Rangers      | NHL        | 74   | 47       | 52       | 99       | +29      | 122      | 11       | 4   | 7        | 11       | −10      | 16       |          |          |
| 1996–97    | New York Rangers      | NHL        | 71   | 36       | 48       | 84       | +12      | 88       | 15       | 3   | 9        | 12       | +2       | 6        |          |          |
| 1997–98    | Vancouver Canucks     | NHL        | 82   | 22       | 38       | 60       | −10      | 58       | —        | —   | —        | —        | —        | —        |          |          |
| 1998–99    | Vancouver Canucks     | NHL        | 59   | 13       | 35       | 48       | −12      | 33       | —        | —   | —        | —        | —        | —        |          |          |
| 1999–00    | Vancouver Canucks     | NHL        | 66   | 17       | 37       | 54       | −15      | 30       | —        | —   | —        | —        | —        | —        |          |          |
| 2000–01    | New York Rangers      | NHL        | 82   | 24       | 43       | 67       | −25      | 89       | —        | —   | —        | —        | —        | —        |          |          |
| 2001–02    | New York Rangers      | NHL        | 41   | 7        | 16       | 23       | −1       | 32       | —        | —   | —        | —        | —        | —        |          |          |
| 2002–03    | New York Rangers      | NHL        | 78   | 18       | 22       | 40       | −2       | 30       | —        | —   | —        | —        | —        | —        |          |          |
| 2003–04    | New York Rangers      | NHL        | 76   | 18       | 25       | 43       | +3       | 42       | —        | —   | —        | —        | —        | —        |          |          |
| NHL totals | NHL totals            | NHL totals | 1756 | 694      | 1193     | 1887     | +210     | 1910     | 236      | 109 | 186      | 295      | +50      | 244      |          |          |